# Joseph Cogels
Josephus Maria (Joseph of Joseph Marie) Cogels (Schoten, 19 december 1882 - Ossendrecht, 26 september 1954) was een Belgisch schutter en politicus.

## Levensloop
Joseph Cogels behoorde tot het geslacht Cogels. Hij was van 1907 tot 1937 schepen in zijn geboortedorp, alsook Antwerps provincieraadslid.
Hij nam deel aan de Olympische Zomerspelen van 1920 te Antwerpen. Daar behaalde hij met het Belgisch team (voorts bestaande uit Albert Bosquet, Émile Dupont, Henri Quersin, Louis Van Tilt en Edouard Fesinger) zilver in het onderdeel 'kleiduifschieten in team'.